# Ernst Kolthoff
Ernst Vilhelm Kolthoff (født 20. juli 1809 i Hamborg, død 8. februar 1890) var en dansk præst. Han var gift med en søsterdatter til professor H.N. Clausen. 
Slægten Kolthoff stammede fra byen Koltoft i Angel. 6 år gammel kom han, efter et kort ophold i Holsten, til København, og 1825 blev han privat dimitteret til universitetet. I 1830 underkastede han sig den teologiske embedseksamen med karakteren egregie, og derpå var han en tid lang lærer, først ved Sorø Akademis skole, senere ved Landkadetakademiet. I 1834 vandt han den teologiske licentiatgrad for en afhandling om apostelen Johannes' forfatterskab til Apokalypsen, og efter disputatsen rejste han til Tyskland, hvor han især slog sig ned i Bonn, München og Berlin. Da han var kommen hjem, holdt han som privatdocent forelæsninger ved universitetet, indtil han 1837 blev kaldet til 2. residerende kapellan ved Frue Kirke i København. I 1841 gjorde han en rejse til Italien, Schweits, Frankrig og Belgien. 
I 1843 blev han 2. residerende kapellan ved Holmens Kirke i København, 1845 residerende kapellan ved Helligaandskirken sammesteds. I 1852 forsvarede han for den teologiske doktorgrad en afhandling om de paulinske breves bidrag til skildringen af Jesu liv, og 1856 blev han udnævnt til sognepræst ved Helligaandskirken. Fra dette embede søgte han afsked 1880 og opholdt sig siden i København indtil sin død. Kolthoff har udgivet et par prædikensamlinger (1842 og 1843), og det var ham, der 1844 i Københavns gejstlige konvent foreslog nedsættelsen af en komité til overvejelse af salmebogssagen. Som medlem af denne tog han del i udarbejdelsen af det såkaldte "Prøvehæfte" (1845), og senere var han en kort tid med i den komité, der skulle udarbejde den nye salmebog.